# Forsemölla

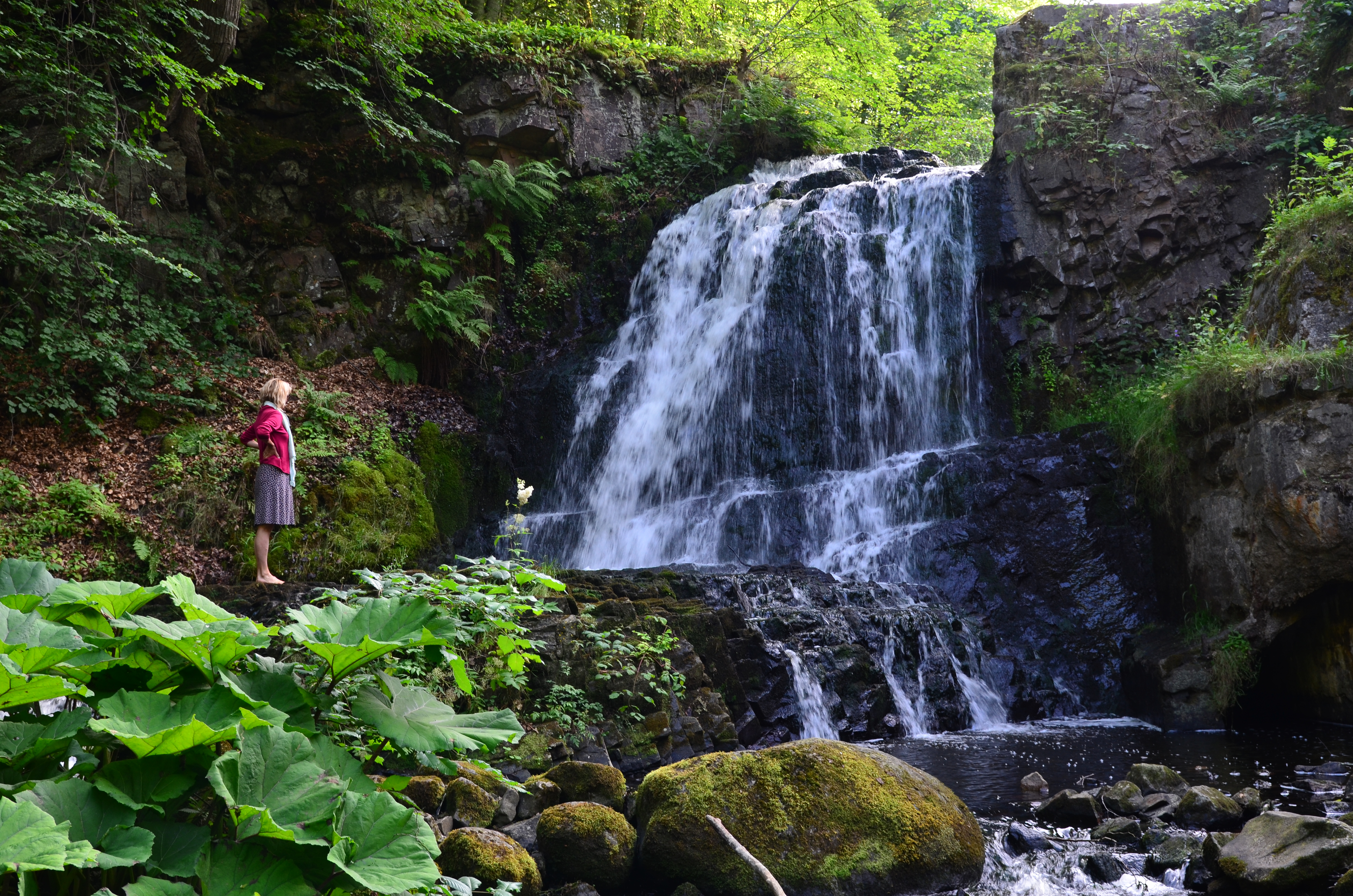
Forsefall består av fyra etapper med totalt 15 meter fallhöjd.

Forsemölla var en kringbyggd gård med kvarn och vadmalsstamp. Kvarnen låg längs Rörums södra å vid en plats där ån skurit sig ner och bildat vattenfallet Forsefall, vilket består av fyra etapper med en total fallhöjd på 15 meter. Gården och kvarnen brann ner på 1930-talet och byggdes ej upp igen.
Kvarnens plats, med vattenfallet, ligger sedan 2013 i Sträntemölla-Forsemölla naturreservat nära Rörum i Simrishamns kommun i Skåne län.

## Branden
Den 23 maj 1934 brann gården ner. Vid 9 på morgonen satt gårdsfolket inne och drack kaffe när de noterade att tjocka rökmoln svepte ner över rutorna. Man tror att gnistor från eldstaden satt fyr i halmtaket. Rörums, Östra Tommarps och Kiviks brandkår kom på kort tid med sina brandsprutor. Tack vare att man höll på att mala när elden bröt ut så var dammluckorna stängda och man kunde spruta direkt från dammen. Under dagen rådde dock stormväder, så efter en halvtimme var gården förstörd. Man var rädd att skogen och intilligande Sträntemölla skulle stryka med, men man lyckades stoppa branden innan dess.